# リサ大統領のホワイトハウス
『リサ大統領のホワイトハウス』（リサだいとうりょうのホワイトハウス、原題: Bart to the Future、「バート・トゥ・ザ・フューチャー」）は、アメリカ合衆国のテレビアニメザ・シンプソンズの第11シーズンの第17話（通算243話）である。

## 概要
アメリカ合衆国での初回放送はフォックス放送にて2000年3月19日に放送され、初回放送時は8,770,000世帯が視聴していた。
この回は、蚊による感染症が発生したためピクニックを切り上げざるを得なかったシンプソン家がインディアン・カジノに立ち寄るところから物語が始まる。
子どもであるバートはカジノに入ることができなかったため、こっそり店内に入ろうとしたところを警備員に見つかり、連れ込まれた先でカジノの経営者によって見せられる幻影という形でバートたちの未来の姿が描かれる。この回における未来のバートはラルフと同居する売れないロック歌手として描かれた一方、リサはアメリカ合衆国の大統領になって国の金融問題に立ち向かう人物として描かれた。
この回は『リサの結婚』（en:Lisa's Wedding）についで、シンプソン家の未来を描いた回としては2つ目である。
この回の監督はマイケル・マーカンテルが務め、脚本はダン・グリーニーが務め、2人ともバートの人生がどのように終わるかについてより掘り下げたいと考えていた。
バートの未来の姿のデザイン案がアニメーターたちから提出されたが、グリーニーはバートの性格に合わないと考え、自分がどのようなバートを見たいかということをアニメーターたちに示さざるを得なかった。
この回は批評家たちからは否定寄りの賛否両論となり、2003年には芸能誌エンターテインメント・ウィークリーによってシリーズ史上最悪の回と評され、「現代から未来を垣間見る話としては、『リサの結婚』の方がよくできていた」と評したライターは述べている。
この回は同じシーズンの他の回とともに、2008年に発売されたDVDに収録された。

## 制作
『リサ大統領のホワイトハウス』は第11シーズンの一つとして制作され、監督はマイケル・マーカンテルが務め、脚本はダン・グリーニーが務めた 。
シンプソン家の未来を描いた回としては、1995年に放送された第6シーズン第19話（通算第122話）『リサの結婚』以来5年ぶりである 。
『リサ大統領のホワイトハウス』の後、『8年後のシンプソンズ』（en:Future-Drama 、第16シーズン第350話、2005年に放送), 『未来のクリスマス』("en:Holidays of Future Passed" 、第23シーズン第9話、2011年にクリスマスエピソードとして放送）、『クローンがあれば大丈夫』(en:Days of Future Future、第25シーズン第18話, 2014年に放送)と未来を描いた回が約5年置きに複数放送された。
グリーニーは『リサの結婚』から『リサ大統領のホワイトハウス』の発想を得ており、シンプソンズの脚本家であるマット・セルマン（Matt Selman）とともに、グリーニーの事務所で新しい回に向けて話し合う中で、『リサの結婚』と関係のある話をつくろうという方向に決めていった。
このときグリーニーは、リサではなくバートに焦点を当てた未来の話を書きたいと思い、「バートのように、学校の勉強よりも、かっこよくなることにすべてをかけるようなやつ」の未来はどうなるのか視聴者が楽しみにするだろうと考えた。
セルマンは『リサ大統領のホワイトハウス』のオーディオコメンタリーの中で、「未来のバートに焦点を当てた話を書くことについて、（シンプソンズの）脚本家たちはわくわくしていた」と述べた。
グリーニーはこの回における未来のバート像について「他人に文句をつけたり、かつてかっこよかったものについて他人に話し、自分の人生が思い通りにいかないことを他人のせいにするやつ」と述べる一方、ショーランナーのマイク・スカリーはこの未来のバート像について「遅くても早くてもいいから保険料の清算や遺産といった大金が自分のところに転がり込んでこないかと待ち続けているような人物」としている。
グリーニーは「仕事部屋にいた面々は、全員がこの種の人物に心当たりがあり、皆このエピソードでバートが言いそうなこと、やりそうなことについて意見を出した」と述べている。
グリーニーによると、アニメーターたちが提出した初期案における未来のバート像は「かっこよくてゆかいな男」として描かれており、一部の案の中には「細身なイケメン」として描かれているものもあった。グリーニーはこれらのデザイン案がバートの人格に沿ったものではないと考え、他の脚本家とともに未来のバート像について話し合い、アニメーターたちに対して未来のバート像を描く際には「太鼓腹で、目の下にたるみがあり、髪を一つにまとめ、片耳にアクセサリをつけた人物」として描いてほしいと告げた 。
オーディオコメンタリの中で、スカリーはバートのデザインを素晴らしいとしつつも、この回で年老いたホーマーとマージを見るのは少々見苦しかったと述べ、「アニメキャラクターが年を取るところを見るのはちょっと悲しい」と冗談を述べた。
キャラクターが未来を垣間見るためのきっかけが欲しいとグリーニーが考えていたところへ、『ザ・シンプソンズ』の脚本家の一人であるジョージ・メイヤーがインディアン・カジノを登場させてはどうかと持ち掛けた 。
冒頭でホーマーとバートがカジノに入る際、ホーマーはバートに対し「インディアンはおかしな奴らに見えるかもしれないが、彼らのやり方を尊重せねばならない」と忠告する一方、店内にいる人々に対しステレオタイプ的なインディアンの口調をまねて声をかける場面がある。
トム・ギャミルが出したこのジョークは、スタッフたちの間でネイティブアメリカンの視聴者が不愉快に思うのではないかという議論が起こった。だが、スカリーによると、台本の読み合わせの際にホーマー役のダン・カステラネタがこのジョークを面白くしたため、一部の視聴者の気に障ることを承知の上で、このジョークが入ることが決まった。

## 放映
『リサ大統領のホワイトハウス』は2000年3月19日にアメリカ合衆国のフォックス放送によって初回放送が行われた 。
ニールセンによるこの回の視聴率は8.7%（視聴世帯数：約8,770,000）で、2000年の3月13日から19日までに放送された番組の中では28番目の高さだった。その週のフォックス放送の番組の中では、視聴率10.0%(視聴世帯数：101,000,000)を記録した『マルコム in the Middle』に次いで2番目の高さだった 。
2008年10月7日、『リサ大統領のホワイトハウス』は第11シーズン全話を収録したDVDセットThe Simpsons – The Complete Eleventh Seasonに収録され、カットされたシーンは映像特典として収録された。
この回にかかわったマイク・スカリー、ダン・グリーニー、マット・セルマン、ジョージ・メイヤーはDVDのオーディオコメンタリーに参加している。

### 反響
『リサ大統領のホワイトハウス』ではバートの暗い未来が描かれていたこともあり、批評家から好意的に受け入れられた『リサの結婚』と比べ、ファン・批評家双方からの評価は否定寄りの賛否両論だった。
About.comのナンシー・バジルは、『リサ大統領のホワイトハウス』は第11シーズンの中で輝きを持った回の一つであると評した。
DVD Movie Guideのコリン・ジャコブソンは『ザ・シンプソンズ』の第11シーズンに対する批評の中で、「こういったファンタジー要素のある話というのは成り行き任せなところがあるが、そのような流れになっているのは事実である。しかしこの回は大失敗というよりは、むしろ成功である。ギャグが滑ったところもあったが、大体のところはすごくよかった。この回が名エピソードとして後世に残るという確証はないが、多くの場面で楽しませてはくれるだろう」と述べている 。

2003年、エンターテインメント・ウィークリーの記者たちは『リサ大統領のホワイトハウス』をシンプソンズ史上最悪の回とし、「これまで放送されてきたシンプソンズの回の中で、一番つまらなく、Shasta McNastyの一番面白そうなところばかりを寄せ集めた回だった  -これらはすべて関係がある。『リサ大統領のホワイトハウス』はその週に初回放送された番組の中で一番の視聴率はとったし、たとえサルのモジョ（『ニュースキャスター バートVSリサ』に登場した猿）がより独創的なシナリオをささっと書き上げたとしても、つまらないという評価は変わらない。（中略）付け加えて、未来を垣間見るこの回は、1995年に放送した『リサの結婚』が大成功を収めたという過去を追体験するだけのものだった」という評価を下した。
また、同年トロント・スターのベン・レイナーは『リサ大統領のホワイトハウス』を「2000年の大失敗」とし、エンターテインメント・ウィークリーの下した評価についても触れた。

コラムニストのランドール・キングは Winnipeg Free Pressに寄せた第11シーズンに対する批評の中で「第11シーズンに入ってからつまらなくなっていた中、（モード・フランダースの死を描いた）『フランダースの悲しみにさよなら』はこの番組の面白さを証明した。モードの死は『リサ大統領のホワイトハウス』によって合成された"罪"だった。」と述べている。
ジョナサン・グレイは2006年に出版した自著Watching with The Simpsons: Television, Parody, and Intertextualityの中で、番組における、広告類のパロディについて分析しており、『リサ大統領のホワイトハウス』について「子どものおもちゃや教会にあるような広告では不十分であるかのように、『リサ大統領のホワイトハウス』においてバートがカジノでインディアンのシャーマンに自らの末路を幻視として見させられている場面で、未来のバートが「こんな俺じゃ情けない」と嘆く場面で幻視が途切れ、霊が「まあな。でも、Caesar's Pow-Wow Indian Casinoに来る金持ち連中も恥ずかしいものさ。君はそいつに賭けることもできる（後略）」と答える。『ザ・シンプソンズ』のパロディは大きな効果があり、どんな場所にも入り込んでくる広告類がいかに煩わしく感じるかを表現するだけでなく、論理や修辞法をまねることもできる」と評している。
The A.V. Club のヘイデン・チャイルズは2011年に寄せた批評の中で、「この回はおもしろくないが、当時まだ起きていなかった嫌な出来事や現れていなかった嫌な連中に比べればましではある。『リサの結婚』を超えようとして失敗したのは明らかだが。」と述べた。

### 現実の出来事との関連

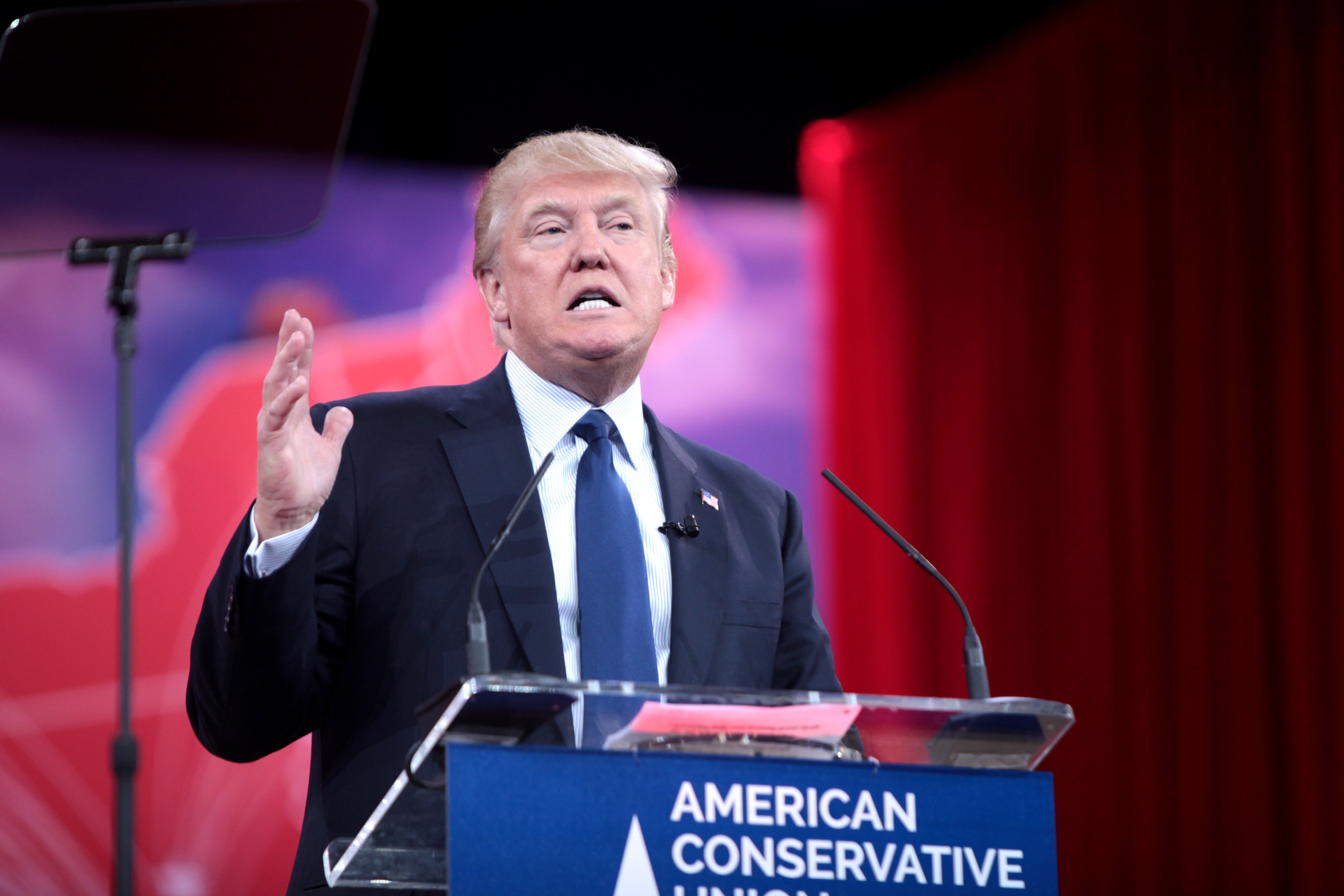
『リサ大統領のホワイトハウス』において、ドナルド・トランプは未来のリサの前任者として言及されていた。16年後の大統領選でトランプが大統領になることが決まった際、多くのメディアはこの回について言及した。

この回は、大統領となったドナルド・トランプが財政危機を引き起こし、後任のリサがその後始末をさせられるということが描かれており、放送から10年以上経った2015年、現実の世界でトランプが大統領候補として出馬した際、この回が未来を予言していたのではないかと報じられた。
一部メディアの中には、2015年にYoutubeに投稿された短編動画"Trumptastic Voyage"の内容を『リサ大統領のホワイトハウス』のものとして誤って報じたものもあった。
2016年、ダン・グリーニーはハリウッド・レポーターとのインタビューの中で、「最悪の事態になる前のもっともな終着点が見え、アメリカが狂気に陥るという悪い予感がしたため、リサの前任者をトランプにするという設定にした」と答え、制作の段階でトランプが大統領になる可能性について考えていたと述べている。
原作者のマット・グレイニングは2016年5月にあったTMZ とのインタビューの中で、トランプが大統領になる可能性はないだろうと答えた。しかしその後2016年11月8日トランプは2016年アメリカ合衆国大統領選挙にて、当選を果たした。

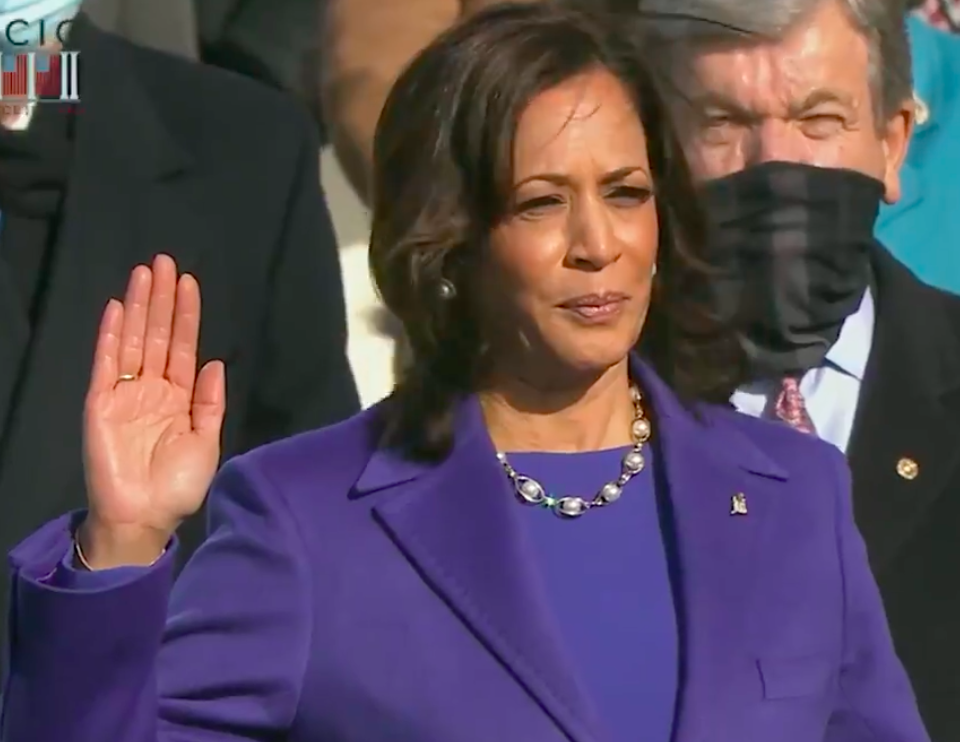
作中のリサの服装と類似した服装を着用してSNS上で話題になった2021年就任式でのカマラ・ハリス

さらに2020年大統領選挙で副大統領に当選したカマラ・ハリスが就任式で着用した服装がこの作品のリサと同じ紫色のジャケットや真珠のイヤリングとネックレスであり、役職こそ違うものの、政権をトランプから引き継ぐ点も同じということでSNS上で再び話題となった。